# Geschichte der Pädagogik
Die Geschichte der Pädagogik ist eine historische Betrachtung von unterschiedlichen Erziehungskonzepten, die im jeweiligen sozialen und kulturellen Kontext dargestellt werden müssen.

## Forschungsansätze
Dabei gibt es unterschiedliche Ansätze, diese Geschichte zu vollziehen:
- Universalistischer Ansatz: Dieser versucht die verschiedenen Strömungen der Pädagogik weltweit also interkulturell nachzuzeichnen. (Dies ist allerdings ein enormes Unterfangen.)
- Partikularistischer Ansatz: Dieser versucht die Darstellung der Entwicklungen in einer begrenzten Region oder auch einer Teildisziplin (z. B. die interkulturelle Erziehung in Deutschland oder Reformpädagogik in Frankreich).
- Kritischer Ansatz: Dieser beleuchtet insbesondere die sozio-ökonomischen Bedingungen von Erziehung und ihren sozialen Reproduktionscharakter in historischer reflexiver Sicht.
- Ideengeschichtlicher Ansatz: Dieser versucht die Entwicklung der Idee bzw. des Grundgedankens von Erziehung und Bildung in der Geschichte menschlichen Denkens nach zu erzählen. Diesen Ansatz verfolgt W. Böhm in seiner Geschichte der Pädagogik. Er knüpft dabei an die Arbeit von u. a. Arthur O. Lovejoy an.

## Antike

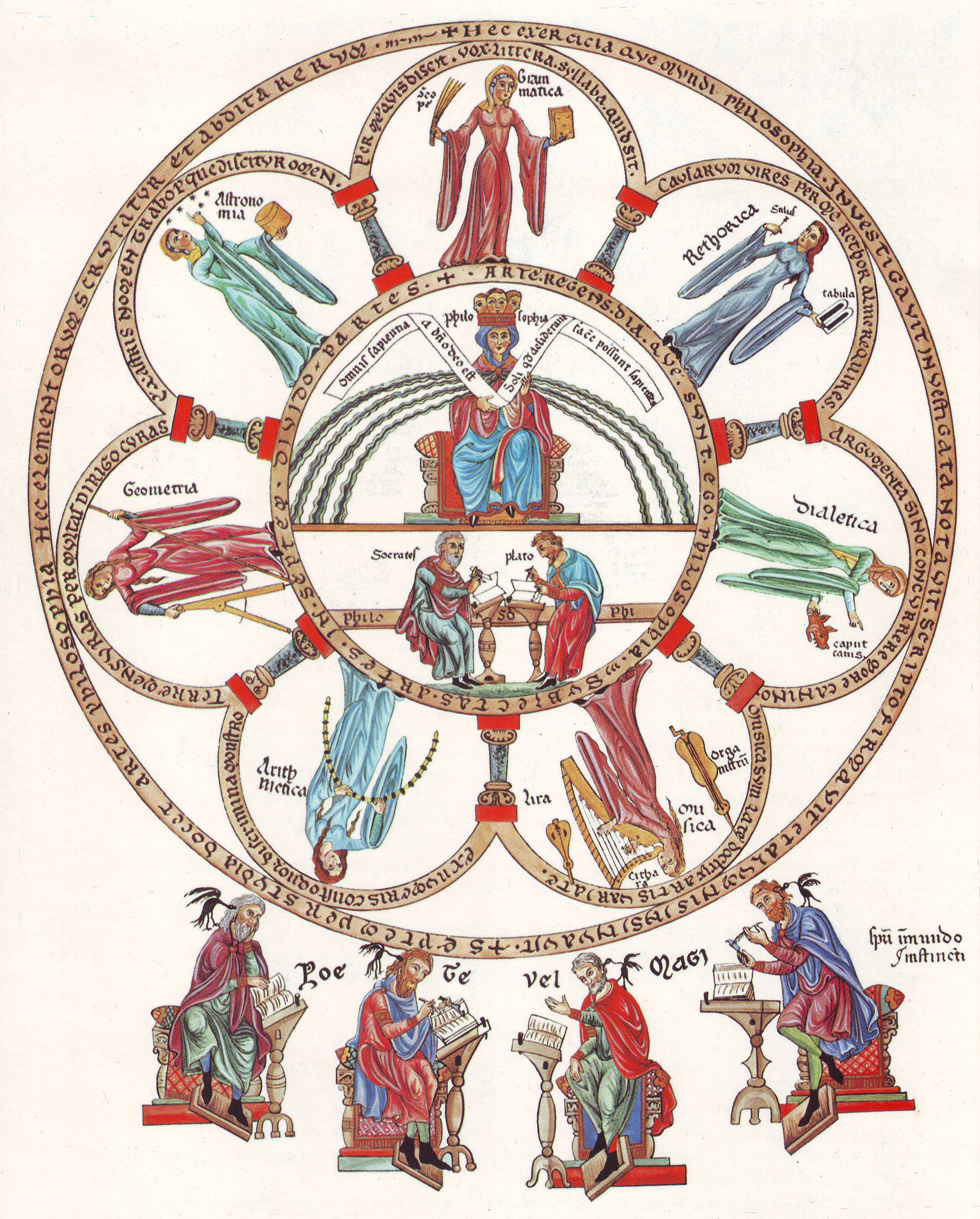
Philosophia et septem artes liberales – Illustration aus dem Hortus Deliciarum der Herrad von Landsberg (12. Jahrhundert)

Traditionell hatte Erziehung die Aufgabe, bestimmte soziale Einstellungen an die kommenden Generationen weiterzugeben. Dabei ging es insbesondere darum, Religion und Traditionen zu vermitteln sowie die Fähigkeiten, die jemand für eine bestimmte Position in der Gesellschaft benötigte. Da nicht alle Personen einer Gesellschaft Zugang zu allem Wissen erhielten, sondern bestimmte Informationen (Lesen, Schreiben, Rhetorik …) auf die Führungselite (Könige, Priester etc.) beschränkt blieben, kann man hier von „Herrschaftswissen“ sprechen. Erziehung fand weitgehend in den Familien oder auch Nachbarschaftsgemeinschaften statt. In der Antike forderten die griechischen Philosophen eine umfassende Bildung für die „freien Bürger“ und legten eine Grundlage für die öffentliche Erziehung. Griechische Lehrer beeinflussten auch die Pädagogik im antiken Rom maßgeblich. Als entscheidend für den Erfolg wurde nicht das Kindes-, sondern das Jugendalter angesehen.
Als Pädagogen (= Kindesführer) wirkten in den begüterten Schichten des antiken Griechenland ursprünglich gebildete Sklaven, denen man die Aufgabe der Lebensbegleitung und Erziehung übertrug. Der Makedonenkönig Philipp II. berief den damals berühmtesten Erzieher Griechenlands, den Philosophen und Schulgründer Aristoteles, zum Erzieher seines Sohnes Alexander an den Hof nach Pella, um aus ihm einen gebildeten Menschen zu machen.
Mit der Ausbreitung des Christentums wurde die öffentliche Erziehung vor allem an die Kirche angebunden. In den Dom- und Klosterschulen wurden neben dem antiken Fächerkanon der „sieben freien Künste“ vor allem der christliche Glaube an die Mitglieder des Klerus vermittelt. Christus selbst war ein Lehrer, und unter Hinweis auf Matthäus 18,17 haben die christlichen Konfessionen bis ins 20. Jahrhundert Anspruch auf eine universale Lehrgewalt vertreten, wobei das höchste Ideal der christlichen Erziehung der Glaube war.
Gleichzeitig entstanden mit dem Vordringen des Islams universellere Bildungsideale, die auch Sprach- und Naturwissenschaften mit einschlossen und deren Zentrum in Europa die Universität von Córdoba war.

## Mittelalter und Renaissance

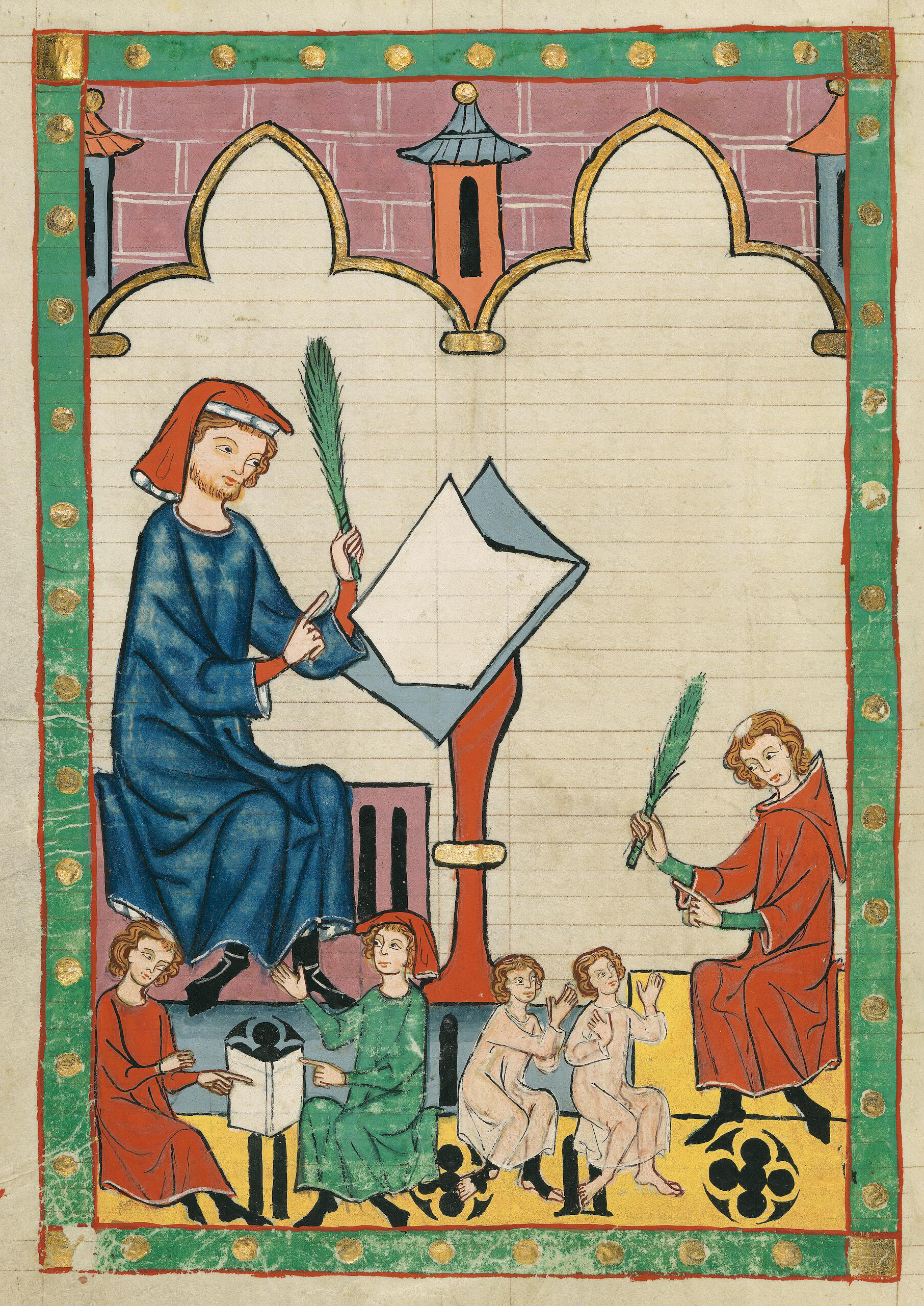
Der Schulmeister von Eßlingen (Codex Manesse, 14. Jh.)

Im Mittelalter maßen die Menschen der Kindheit kaum Bedeutung bei. Der Wert eines Kindes definierte sich über dessen Nutzen für die Eltern. In der Scholastik wurde der Versuch unternommen, die Pädagogik von Aristoteles und das Christentum zu verknüpfen. Im 12. Jahrhundert kam es zu einem Aufblühen der Bildung in Europa, deren Zentrum häufig die Klöster waren; es wurden aber auch bis heute bekannte Universitäten (in Paris, Oxford und Bologna) gegründet. Diese Bildung blieb allerdings dem Adel und dem Klerus vorbehalten – die Berufsausbildung für die übrige nicht-bäuerliche Bevölkerung war derweil Aufgabe der Zünfte.
In der Renaissance änderte sich diese Einstellung. Heranwachsende galten nun als Wesen, die strenger Erziehung bedurften. Höher gestellte Schichten strebten vor allem ein umfassenderes Studium der Antike an. Es war der Anfang der humanistischen Bildungsideale, die über die Vermittlung von christlicher Demut ein neues, forschendes Lernen anstrebten. Dieses wurde besonders durch die Erkundung und Unterwerfung immer größerer Teile des Globus befördert. Neben den kirchlichen Schulen entstanden „Bürgerschulen“, in denen die Schüler aus dem Bürgertum die für den Handel notwendigen Kenntnisse im Lesen, Schreiben und Rechnen erwerben konnten. Für die breiten Schichten des Volkes blieben allerdings nur sogenannte „Klipp“- oder „Winkelschulen“, die von der Obrigkeit verfolgt wurden.

## Neuzeit
Martin Luther, der mit der neuen Theologie auch eine neue – direkt aus der Bibel abgeleitete – Erziehung verband, hat in seinen Schriften eine Vielzahl von pädagogischen Äußerungen hinterlassen. Mit der Reformation kam es zu einem Niedergang des katholischen Bildungswesens in den 1520er Jahren. Danach verstärkten sowohl die katholische als auch die evangelischen Kirchen ihre pädagogischen Anstrengungen; so gründete der Jesuitenorden ab 1540 in ganz Europa Schulen, die jedoch meist nur für Knaben und junge Männer gedacht waren.
Respekt bei Herrschern in Mitteleuropa und selbst bei Päpsten, sowie viel Unterstützung bei hochgestellten Damen, erwarb sich die englische Adelige Maria Ward (1585–1645) mit ihrem Kreis von Gefährtinnen, mit denen sie konsequent und furchtlos die Idee der Gründung von Bildungsinstituten für Mädchen und junge Frauen verfolgte – Einrichtungen, die sie versuchte durch die Gründung eines weiblichen Ordens ohne Klausurvorschriften in Anlehnung an die Jesuiten zu verbreiten. Maria Ward scheiterte institutionell, doch starb sie in Frieden und mit der Gewissheit, dass ihr Versuch weitergetragen würde. Dies geschah durch die Jahrhunderte und offiziell wurde ihr 2004 im Rückblick die Gründung der Congregatio Jesu zugestanden. Die „Institute der Englischen Fräulein“ hatten sich schon länger zuvor durchgesetzt und heute tragen zahlreiche Schulen weltweit den Namen Maria Wards.
Die protestantischen Schulen dienten vor allem auch der Verbreitung der dazugehörigen Ideologie, die später als protestantische Arbeitsethik bekannt wurde: Askese und Arbeit erscheinen als die Daseinsberechtigung und Voraussetzung für den Einzug ins Himmelreich; Rausch und Genuss werden dagegen abgelehnt. Dieser Ansatz wurde auch in der Sozialfürsorge angewendet. Waren Almosen bislang ein Teil christlicher Nächstenliebe, wurde nun von den Armen selbst ein Beitrag verlangt. Arbeitshäuser und andere Zwangseinrichtungen wurden zunehmend zu ihrer Bekämpfung eingerichtet.
Im Dreißigjährigen Krieg wurden große Teile Mitteleuropas entvölkert und das Bildungswesen kam weitgehend zum Erliegen. Geprägt von dem Gemetzel entstand um 1632 die erste große pädagogische Abhandlung: Jan Amos Komenský (Johannes Comenius)': Didactica Magna, in der er eine Allgemeinbildung für alle Menschen forderte. Neben der Förderung der Muttersprache sollte Pädagogik für ihn auf eine gerechte Gesellschaft hinarbeiten, in der Menschen unabhängig von Geschlecht oder Herkunft die gleichen Rechte haben. Sein Ziel war es, „allen alles zu lehren“. Die sich aus diesem Ideal ableitende Schulpflicht wurde in den kommenden hundert Jahren in den meisten deutschen Teilstaaten eingeführt, allerdings keineswegs im Sinne von Comenius: Sie diente vor allem dazu, die Bevölkerung im Sinne der absolutistischen Herrscher zu indoktrinieren. Im 18. Jahrhundert gingen die Staaten von den Leibes- und Lebensstrafen zu ökonomisch und erzieherisch begründeten Arbeitstrafen über. Es entstanden nun vermehrt Arbeits-, Zucht-, Waisen- und Spinnhäuser. Deren Insassen gehörten vor allem den marginalisierten unter- und außerständischen Bevölkerungsgruppen, der migrierenden und ortsfesten Armut an. Die dort zu leistende Manufakturarbeit, für die freiwillig kaum jemand zu gewinnen war, war verbunden mit religiöser Belehrung. Die Lebens- und Arbeitsbedingungen dort waren ein Hohn auf den moralischen wie auf den aufklärerischen Anspruch. Viele der Internierten überlebten sie nicht.
Im späten 17. Jahrhundert warb der bedeutendste Pädagoge des Halleschen Pietismus, August Hermann Francke, für eine Erziehung, die unmittelbar auf das Neue Testament gegründet war – insbesondere auf die Paulusbriefe.

## Zeitalter der Aufklärung

Die Hülsenbeckschen Kinder (Philipp Otto Runge, 1805–1810). Ein Plädoyer für die freie natürliche Entfaltung des Kindes.

Mit der Aufklärung wandelte sich die Einstellung zu Kindheit und Jugend erneut. Eltern behandelten Kinder jetzt vertrauensvoller, doch sollten sie nach bestimmten Vorstellungen geformt und zu nützlichen Bürgern der Gesellschaft herangezogen werden. John Locke formulierte den Gedanken der tabula rasa, nach dem die Menschen bei Geburt wie ein leeres Blatt seien, das erst durch die Erziehung beschrieben würde. Damit formulierte er einen Grundgedanken der bürgerlichen Pädagogik, in welcher der Erziehung alles möglich erscheint – zugleich sind diejenigen, die von der Erziehung betroffen sind, ein Nichts. Diese Ideologie findet sich auch in dem Erziehungsroman Émile oder über die Erziehung von Jean-Jacques Rousseau; in Deutschland wurde sie unter anderem vom Philanthropen Christian Gotthilf Salzmann und in der Schweiz von Johann Heinrich Pestalozzi vertreten. Kindheit wurde damit erstmals in Europa als ein eigenständiger Lebensabschnitt wahrgenommen, zuvor wurden hier Kinder als „kleine Erwachsene“ betrachtet.
Im Jahr 1779 wurde der erste deutsche Lehrstuhl für Pädagogik eingerichtet und durch Ernst Christian Trapp an der Universität Halle eingenommen. Die Pädagogik war davor ein Teilgebiet der Theologie und galt von nun an als eigenständiges Universitätsfach. Auch andere christliche Pädagogen, z. B. August Hermann Francke, haben wichtige Beiträge zur Ablösung der christlichen durch die bürgerliche Erziehungsphilosophie geleistet.
Mit der Aufklärung kamen auch Gedanken der Toleranz und Gleichberechtigung von Minderheiten auf. Besonders die jüdischen Ansätze der Haskala bereiteten ab 1760 die Emanzipation vor, in einigen „Freischulen“ wurde auch eine gemeinsame Beschulung jüdischer und christlicher Schüler praktiziert – die „Jüdische Freischule“ wurde 1778 in Berlin von David Friedländer gegründet. Die kurzzeitige Gleichstellung der Juden in Deutschland infolge der französischen Besatzung wurde allerdings mit dem Wiener Kongress 1815 rückgängig gemacht.

## Deutschsprachiger Raum seit dem 19. Jahrhundert

### Bildungssysteme der bürgerlichen Gesellschaft in Deutschland
Mit humanistischen Idealen plante Wilhelm von Humboldt um 1810 die Neugestaltung des deutschen Bildungssystems. Dabei konnte er sich mit der Reform der Universitäten und der Schaffung von humanistischen Gymnasien durchsetzen. Allerdings war er von der Umsetzung des dreigliedrigen Schulwesen enttäuscht, da es seinen Idealen einer aufklärerischen Erziehung widersprach und in erster Linie der Reproduktion der gesellschaftlichen Verhältnisse aber auch der gesellschaftlichen-militärischen Indoktrinierung durch die deutschen Fürsten diente: Die Gymnasien blieben fast ausschließlich den Kindern der herrschenden Klasse (dem Adel und dem Großbürgertum) vorbehalten, die Realschulen vor allem denen des Mittelstandes (niederen Beamten, Kaufleuten und einem Teil der selbstständigen Handwerker), die Volksschule den Handwerksgesellen, Arbeitern, Bauern und den Armen.
Mit der Kolonisierung übertrugen europäische Staaten ihre Bildungssysteme auf andere Teile der Welt, wobei auch hier die Schulen dazu dienten, die herrschenden Verhältnisse aufrechtzuerhalten. So dienten die deutschen Missions- und Kolonialschulen vor allem der Christianisierung sowie der Abrichtung von loyalen Untertanen. Die Bildungsinhalte waren in der Regel neben religiösen Themen vor allem auf die für die Arbeit notwendigen Kenntnisse beschränkt. Eine ähnliche Bildungspolitik verfolgte auch die deutsche Verwaltung in den besetzten polnischen Gebieten bis 1918. Gegen die Versuche, diese Gebiete auch durch Sprachpolitik zu „germanisieren“, gab es teilweise heftige Widerstände.

### Jugendbewegung und Reformpädagogik
Gegen die Entfremdung im Bildungssystem forderte die Reformpädagogik zu Ende des 19. Jahrhunderts eine „Erziehung vom Kinde“ aus. Dazu griff sie auf Bildungsideale der Aufklärung zurück, die sie mit einer romantischen Lebensreformideologie verband. Gleichzeitig entstand die Jugendbewegung: Jugend erschien erstmals als ein eigenständiger Lebensabschnitt; in Abgrenzung zur immer umfassenderen Industrialisierung versuchten Jugendliche, auf Fahrten ihre Sehnsucht nach Freiheit und Natur zu verwirklichen. Neben Ansätzen einer demokratischen Erziehung kamen auch völkische und antisemitische Strömungen auf.
In der Weimarer Republik bekamen erstmals Reformpädagogen wie Heinrich Schulz, Max Greil und Gustav Wyneken die Möglichkeit, Bildungspolitik zu gestalten. Nach der Verfassung sollten „Anlage und Neigung“ und nicht die soziale Herkunft über die Bildung entscheiden. Gleichzeitig wurden weitgehende Schritte zu einer demokratischen Erziehung gefordert. Die Schülerselbstverwaltung war z. B. an der Hamburger Versuchsschule in der Telemannstraße das oberste Ziel des Kollegiums. Die Trennung der Schüler nach ihrer Klassenzugehörigkeit wurde für die Zeit der gemeinsamen Grundschule aufgehoben, um damit die Chancen zum sozialen Aufstieg zu verbessern. Im Weimarer Schulkompromiss wurden jedoch schon 1920 weiterführende reformpädagosche Forderungen nach einem weltlich-humanistischen, demokratischen, koedukativen Bildungssystem, das neben der elastischen Einheitsschule auch die vorschulische Erziehung in Kindergärten und die Einrichtung pädagogisch orientierter Studiengänge an Hochschulen und Universitäten umfassen sollte, bildungspolitisch auf das Abstellgleis verschoben. In den 1920er Jahren wurde im Völkerbund auch erstmals über universelle Kinderrechte diskutiert.

### Nationalsozialismus
Alle Versuche einer Demokratisierung wurden im nationalsozialistischen Deutschland zunichtegemacht. Die Erziehung im Nationalsozialismus war geprägt von einem Totalitätsanspruch der Führung gegenüber allen Menschen. So versuchten die Nationalsozialisten durch den Ausschluss oppositioneller Lehrer, die Vorgabe von Unterrichtsinhalten, der Bildung neuer Schultypen sowie die Erfassung der Jugend in der Hitler-Jugend und dem Bund Deutscher Mädel die rassistische NS-Propaganda möglichst effizient zu verbreiten. Zugleich war die Diskriminierung und Verfolgung von Juden sowie der damals sogenannten Zigeuner in den Schulen besonders deutlich nachzuvollziehen.

### Re-Education
Mit der Befreiung vom Nationalsozialismus stellte sich den Alliierten die Frage, wie mit der indoktrinierten deutschen Bevölkerung umzugehen sei. Neben der Aufhebung der NS-Erziehungsansätze und einer Aufklärung über die Verbrechen des Holocausts wurde vor allem über die Neugestaltung des Unterrichts eine Demokratisierung einzuleiten versucht. Während in den westlichen Zonen die Abschaffung des dreigliedrigen Schulsystems misslang, dem die Alliierten eine Mitschuld zuwiesen, und das Schulsystem der Weimarer Republik weitgehend wiederhergestellt wurde – allerdings ohne an die Traditionen der Reformpädagogik anzuknüpfen –, war die Umgestaltung im sowjetischen Sektor grundlegender: In der DDR sollte ein Modell marxistisch-leninistischer Erziehung die bisherigen Ungerechtigkeiten überwinden.

### Bundesrepublik Deutschland
Der Restauration der Schule folgte in der BRD eine allmähliche Annäherung an die westlichen Staaten. Unter anderem der Sputnikschock 1957 brachte hier die Notwendigkeit der Reform der Bildungssysteme auf die Tagesordnung. In der Bundesrepublik wurde dies erneut durch Georg Pichts Artikelserie „Die deutsche Bildungskatastrophe“ in der Zeitschrift Christ und Welt vom Februar 1964 deutlich gemacht.

#### Reaktion auf die faschistische Erfahrung und Neuausrichtung der Reformpädagogik
Dies und die Enttäuschung der 68er-Generation über unzureichende Möglichkeiten, innerhalb des parlamentarischen Systems gesellschaftliche Veränderungen zu bewirken, führten in den späten 1960er und in den 1970er Jahren zu einer starken Belebung pädagogischer Diskurse. Im studentischen Milieu kam es ‒ angeregt durch Ideen der Frankfurter Schule und die Psychoanalyse Wilhelm Reichs ‒ erneut zu einer kritischen Auseinandersetzung mit der Erziehungsphilosophie der Aufklärung, die nun als „schwarze Pädagogik“ bezeichnet wurde. Obwohl die Reformpädagogik, die die Auswüchse der aufklärerischen Pädagogik einzudämmen suchte, sich schon seit dem ausgehenden 19. Jahrhundert immer weiter durchgesetzt und im pädagogischen Mainstream einen festen Platz erobert hatte, wurde der Gehorsam, den die Volksmassen unter dem Nationalsozialismus weitgehend widerspruchslos geleistet hatten, nun psychologisch gedeutet, nämlich als Konformismus und Autoritarismus, der nur aus der – von grausamen Erziehungsmitteln, einer Verachtung der Kindesnatur und einer Überhöhung des Erziehers geprägten – „schwarzen Pädagogik“ habe erwachsen können.
Als Gegengewicht gegen das Feindbild der „schwarzen Pädagogik“ entstand das Konzept einer antiautoritären Erziehung, die die Utopie einer künftigen Generation wahr werden lassen sollte, die für Untertanengeist und Faschismus nicht mehr anfällig sein würde. Während in der antiautoritären Erziehung eine Handlungsregulierung durch den Erzieher durchaus noch vorgesehen war, entstand – unter dem Eindruck der Antipsychiatrie und der amerikanischen Kinderrechtsbewegung und als radikale Neuinterpretation der negativen Erziehung Rousseaus – zur selben Zeit auch eine Antipädagogik, die Erziehung als unzulässige Manipulation grundsätzlich ablehnte. Weniger radikal war die ebenfalls in den 1970er Jahren aufblühende demokratische Erziehung.
An den Universitäten wurde die geisteswissenschaftliche Pädagogik, die hier seit dem Ende des Ersten Weltkrieges die führende theoretische Ausrichtung gewesen war, in den 1960er Jahren vollständig durch die Kritische Erziehungswissenschaft abgelöst, die ebenso wie die antiautoritäre Erziehung von der Frankfurter Schule beeinflusst war und ähnlich wie diese eine Bemündigung und Emanzipation des Kindes anstrebte, darüber hinaus aber ganz andere Diskurse verfolgte. Mit der „empirischen Wende“ der Pädagogik verlor die Kritische Erziehungswissenschaft aber schon in den 1980er Jahren wieder an Bedeutung.

#### Weitere Entwicklungen
In der Bildungspolitik galt das Interesse u. a. der Herstellung größerer Chancengleichheit für Kinder aus bis dahin benachteiligten Bevölkerungsschichten. Große Hoffnungen wurden auf die von 1967 an eingerichteten Gesamtschulen gesetzt, die sich gegen das alte dreigliedrige Schulsystem jedoch nicht durchsetzen konnten.
Die verstärkte Förderung von Kindern aus bislang benachteiligten Bevölkerungsteilen führte zum Bildungsparadox, denn die „Inflation der Bildungsabschlüsse“ und die steigende Arbeitslosigkeit führten dazu, dass die bis dato bestehenden Ungleichheiten weiter erhalten blieben. Zu diesem Urteil kam auch die PISA-Studie von 2000, die erneut die Forderung nach Reformen des Bildungssystems laut werden ließ.
Ein Anwachsen der Aufmerksamkeit für die vorschulische Erziehung und zunehmender Druck auf den Gesetzgeber, Eltern bei der Vereinbarkeit von Familie und Beruf zu unterstützen, führte dazu, dass seit August 2013 für alle Kinder vom vollendeten ersten Lebensjahr bis zum Schuleintritt gesetzlicher Anspruch auf Kindertagesbetreuung besteht (Achtes Buch Sozialgesetzbuch, §24).

## Erziehung außerhalb des deutschsprachigen Raumes

### Vereinigte Staaten
Der pädagogische Diskurs der Vereinigten Staaten war in der ersten Hälfte des 20. Jahrhunderts von behavioristischen Positionen geprägt. Autoren wie L. Emmet Holt und John B. Watson hatten dort in der Mittelschicht die Idee populär gemacht, dass Säuglinge in sturen 4-Stunden-Intervallen gefüttert und nach einem ebenso straffen Plan frühzeitig zur Sauberkeit erzogen werden sollten; auch sollten Kinder, um einen guten Charakter zu entwickeln, möglichst wenig liebkost werden. Ausgehend von der Psychoanalyse Sigmund Freuds propagierte Benjamin Spock in seinem Bestseller Säuglings- und Kinderpflege von 1946 an hingegen einen dezidiert autoritativen Erziehungsstil mit einem starken Moment von Spontaneität, Empathie und Liebe, der von weiten Teilen der Mittelschicht seither praktiziert wird. Erst gegen Ende des 20. Jahrhunderts gewannen ‒ angeregt durch Autoren wie Albert Bandura, Martin Seligman, Howard Gardner, John D. Mayer, Wendy Mogel und Thomas Lickona ‒ erneut Erziehungskonzepte an Bedeutung, die weniger liberal, mit dem aktuellen Diskussionsstand der Philosophie und der Wissenschaften aber besser zu vereinbaren sind.

### China
Das Familiensystem und die Erziehung in China waren traditionell von der konfuzianischen Philosophie geprägt. Eltern hatten große Autorität über ihre Kinder, und von diesen wurde Gehorsam erwartet. Das westliche Lesepublikum hat sich mit dem Erziehungsstil der chinesischen Kaiserzeit u. a. durch Romane wie Der Seidenfächer von Lisa See vertraut machen können.
Die Politik der 1949 gegründeten Volksrepublik China hatte tiefgreifende Veränderungen der alten Familienordnung zum Ziel, insbesondere eine Ablösung der patriarchalischen Strukturen durch egalitäre Beziehungen. Wie der amerikanische Soziologe William J. Goode aufgewiesen hat, war dieser Wandel zum Teil schon vor 1949 auf dem Wege. Die 1979 eingeführte Ein-Kind-Politik hatte weitere Veränderungen der Familienstruktur und des Erziehungsstils zur Folge. Drastisch zugenommen hat seitdem auch die Zahl der Elternbildungsprogramme; im Jahre 2001 bestanden in der Volksrepublik China etwa 240.000 Elternschulen. Viele jüngere Entwicklungen im Verhältnis zwischen chinesischen Eltern und Kindern sind bisher jedoch noch kaum dokumentiert. Rekordauflagen erreicht seit 2011 der Erziehungsratgeber Good Mom, Good Teacher (好妈妈 好老师, hǎo māmā hǎo lǎoshī), dessen Autorin Yin Jianli dafür wirbt, Kinder zu Selbstbewusstsein, Unabhängigkeit und Kreativität zu erziehen, anstatt sich nur um ihre Schulbildung zu sorgen.

## Pioniere der Pädagogik
- Friedrich Fröbel
- Adolph Diesterweg
- Johann Friedrich Herbart
- Fritz Karsen
- Siegfried Kawerau
- Georg Kerschensteiner
- Maria Montessori
- Paul Oestreich
- Franz Oberthür
- Friedrich Paulsen
- Wilhelm Rein
- Karl Volkmar Stoy
- Otto Willmann
- Tuiskon Ziller

### Einführungen und Handbücher
- Historisches Wörterbuch der Pädagogik, hrsg. von Dietrich Benner und Jürgen Oelkers, Darmstadt: Wiss. Buchges., 2004
- Herwig Blankertz: Die Geschichte der Pädagogik. Von der Aufklärung bis zur Gegenwart, Wetzlar: Büchse der Pandora 1982, ISBN 3-88178-055-6
- Winfried Böhm: Geschichte der Pädagogik. München 2004, ISBN 3-406-50853-7.
- Johannes Christes, Richard Klein, Christoph Lüth: Handbuch der Bildung und Erziehung in der Antike. Wissenschaftliche Buchgesellschaft, Darmstadt 2006.
- Theo Dietrich: Geschichte der Pädagogik in Beispielen. 18.–20. Jahrhundert. 1970.
- Ludwig von Friedeburg: Bildungsreform in Deutschland. Geschichte und gesellschaftlicher Widerspruch. Suhrkamp, Frankfurt am Main 1989; Taschenbuchausgabe 2002, ISBN 3-518-28615-3.
- Hermann Giesecke: Pädagogik – quo vadis? Ein Essay über Bildung im Kapitalismus. Juventa, Weinheim/München 2009, ISBN 978-3-7799-2229-2.
- K. Harney, H. H. Krüger (Hrsg.): Einführung in die Geschichte von Erziehungswissenschaft und Erziehungswirklichkeit, 2. Auflage. Leske + Budrich, Opladen 1997, ISBN 3-8252-8109-4.
- H. J. Heydorn, G. Koneffke: Studien zur Sozialgeschichte und Philosophie der Bildung, Band I, zur Pädagogik der Aufklärung. Paul List, München 1973, ISBN 3-471-61666-7.
- A. Reble: Geschichte der Pädagogik. 17. Auflage. Klett-Cotta, Stuttgart 1993, ISBN 3-608-93011-6.
- R. Koerrenz, K. Kenklies, H. Kauhaus und M. Schwarzkopf: Geschichte der Pädagogik. Paderborn: Schöningh, 2017. 322 p.

### Geschichte der Erziehung
- Laetitia Boehm: Erziehungs- und Bildungswesen. Westliches Mitteleuropa. In: Lexikon des Mittelalters. Band 3, 1986, Sp. 2196–2203.
- Jutta Buchner-Fuhs, Burkhard Fuhs: Gute Kindheit? Vorstellungen Entwürfe und Lebensweisen gelingender Kindheit im historischen Wandel. Vergangenheitsverlag, 2011, ISBN 978-3-86408-002-9.
- Heinrich Bosse: Bildungsrevolution 1770 – 1830. Hg. mit einem Gespräch von Nacim Ghanbari, Heidelberg 2012, ISBN 978-3-8253-6088-7.
- Karl-Heinz Günther: Geschichte der Erziehung, Verlag Volk und Wissen, 1957
- Timo Hoyer: Sozialgeschichte der Erziehung. Von der Antike bis in die Moderne. Wissenschaftliche Buchgesellschaft, Darmstadt 2015, ISBN 978-3-534-17517-8.
- Detlef Illmer: Formen der Erziehung und Wissensvermittlung im frühen Mittelalter. München 1971 (= Münchener Beiträge zur Mediävistik und Renaissance-Forschung. Band 7).
- Norbert Kühne: Vorschulische Erziehung – Wandel und pädagogische Profession der frühen Bildung, Raabe Verlag, Stuttgart 2017
- Erika Mann: Zehn Millionen Kinder. Die Erziehung der Jugend im Dritten Reich, Rowohlt Verlag, Reinbek 1997, ISBN 3-499-22169-1.
- Peter Menck: Geschichte der Erziehung, Auer, 2. Auflage 1999, ISBN 3-403-02374-5
- Eugen Paul: Geschichte der christlichen Erziehung, 2 Bände (Antike und Mittelalter; Barock und Aufklärung), Freiburg: Herder, 1993/1995, ISBN 3-451-23051-8 und ISBN 3-451-23052-6
- Heinz-Elmar Tenorth: Geschichte der Erziehung: Einführung in die Grundzüge ihrer neuzeitlichen Entwicklung, Beltz Juventa, 5. Auflage, 2010, ISBN 3-7799-1517-0 (eingeschränkte Online-Version in der Google-Buchsuche-USA)

### Regionale Untersuchungen
In Deutschland:
- Helene Eggert: Pioniere der Reformpädagogik. Die Bender’sche Erziehungsanstalt für Knaben in Weinheim an der Bergstraße (1829–1918). VAS Verlag f. Akadem. Schr. 2006. ISBN 3-88864-417-8.
- Herbert Egglmaier: Der Fachbereich „Geschichte der Pädagogik“ und seine Vertretung an der Karl-Franzens-Universität Graz, 2 Teile (Retrospektiven in Sachen Bildung, R. 2, Nr. 47 u. 48), Klagenfurt 2004.
- Peter Gbiorczyk, Die Entwicklung des Landschulwesens in der Grafschaft Hanau von der Reformation bis 1736. die Ämter Büchertal und Windecken, Teil 1: Textband, Teil 2: Quellenband auf CD-Rom, Shaker-Verlag Aachen 2011, ISBN 978-3-8440-0331-4.
- Gottfried Uhlig: Geschichte des sächsischen Schulwesens bis 1600. Hellerau-Verlag, Dresden 1999, ISBN 3-910184-65-0.

International:
- Ann Hulbert: Raising America. Experts, Parents, and a Century of Advice About Children. 1. Auflage. Alfred A. Knopf, New York 2004, ISBN 0-375-70122-2.

### Periodika
- Annali di storia dell'educazione e delle istituzioni scolastiche
- Histoire de l'education
- History of education: the journal of the History of Education Society
- Jahrbuch für historische Bildungsforschung
- Paedagogica Historica
- Zeitschrift für pädagogische Historiographie